# Messerschmitt Me 329
El Messerschmitt Me 329 fue un proyecto de caza pesado (Zerstorer, destructor de bombarderos) y avión de ataque a tierra desarrollado en Alemania en las etapas finales de la Segunda Guerra Mundial. Sería un competidor y posible sucesor del Me 410.
Al igual que el Me 265, en el que estaba basado, el Me 329 usaba un avanzado diseño de ala volante con estabilizador vertical. Otra característica innovadora de este avión era que incluía los asientos del piloto y el navegante en tándem dentro de una amplia cabina de burbuja y con un cañón de cola controlado remotamente.
A pesar de su diseño futurista, la mejora en rendimiento sobre el Me 410 era mínima. El proyecto recibió una baja prioridad, y mientras se probó una maqueta planeador a escala real en el invierno de 1944-45, el proyecto se canceló a principios de 1945.

## Especificaciones

### Características generales
- Tripulación: 2 (piloto y navegante)
- Longitud: 7,715 m
- Envergadura: 17,5 m
- Altura: 4,74 m
- Superficie alar: 55 m²
- Peso vacío: 6.950 kg
- Peso cargado: 12.150 kg
- Planta motriz: 2× Motor V12 Daimler-Benz DB 603.
  - Potencia: 2610 kW (3598 HP; 3549 CV) cada uno.
- Hélices: 1× Impulsora (montada hacia atrás) por motor.
- Diámetro de la hélice: 3,4 m

### Rendimiento
- Velocidad máxima operativa (Vno): 685 km/h a 7.000 m
- Alcance: 2.520 km
- Techo de vuelo: 12.500 m

### Armamento
- Cañones: 

  - 4× MG 151/20 de 20 mm en el morro
  - 2× MK 108 de 30 mm en las raíces alares
  - 1× MG 151/20 de 20 mm en la cola controlado remotamente desde la cabina por medio de un sistema de periscopio.
- Bombas: Carga interna de hasta 1.000 kg

### Desarrollos relacionados
- Messerschmitt Me 265

### Aeronaves similares
- Messerschmitt Me 210
- Messerschmitt Me 410

### Secuencias de designación
- Sistema de designación aeronaves del RLM: ← Ju 322 · Me 323 ·  Me 328 · Me 329 · Fa 330 · DFS 331 · DFS 332 →

### Listas relacionadas
- Anexo:Proyectos y prototipos de aeronaves de Alemania en la Segunda Guerra Mundial